# Koncert za zbor (Schnittke)
Koncert za zbor je skladba njemačko-ruskog skladatelja Alfreda Schnittkea napisana za mješoviti zbor i završena 1985. godine. Tekst koji je uglazbljen za Koncert su molitve i poezija iz Knjige tužaljki autora Grgura iz Nareka, armenskog pjesnika, teologa i sveca.
Smatra se jednim od najutjecajnijih zborskih i vokalnih djela 20. stoljeća.

## Nastanak
Koncert je zapravo izrastao iz jednostavačnog djela koje je 14. srpnja 1984. u Istanbulu praizveo dirigent Valerij Poljanski s komornim zborom Ministarstva kulture SSSR-a. Dirigent, inače veliki pobornik i izvođač Schnittkeove glazbe, potom ga je potaknuo na proširenje djela te je ono postalo treći stavak u četverostavačnom koncertu. Cijeli koncert praizveo je Poljanski, ponovno na čelu komornog zbora Ministarstva kulture SSSR-a, u Moskvi u lipnju 1986. Poljanskom je, zbog tog prijedloga, Koncert i posvećen.

## Glazba i tekst

### Tematika
Tekstovi uglazbljeni za Koncert su autorstvo srednjovjekovnog armenskog pjesnika Grgura iz Nareka, iz njegove Knjige tužaljki. Knjiga je sastavljena je od 95 molitvi i pjesama koje govore o traženju utjehe i nade u Bogu. Oslanja se na bogate tradicije poezije i filozofije koje su se razvile u Armeniji do kraja 10. stoljeća. Knjigom se prožima humanistički individualizam, pri čemu pjesnik izravno izražava svoje emocije i često piše u prvom licu. Molitve i pjesme pisane su na klasičnom armenskom jeziku, ali je Schnittke iskoristio moderne ruske prijevode Nauma Grebneva. Sam Schnittke o djelu je izjavio: "Napisao sam glazbu koju je ovaj tekst evocirao, ali ne glazbu koju sam želio napisati".
Stavci u koncertu su podijeljeni upotrjebljenim tekstovima, najčešće skraćenima za nazivlje na ovaj način:
1. O povelitelj suščego vsego ("O, gospodaru svega živog")
2. Sabranje pesen sih ("Ja, stručnjak za ljudske strasti")
3. Vsem tem, kto vniknet v suščnost ("Svima koji shvaćaju značenje")
4. Sej trud, što načinal ja ("Dovršite ovo djelo koje sam započeo")

Svaki od četiri stavka koncerta pronalazi drugačiju ravnotežu između kontemplativnog i dramatičnog. Dugi prvi stavak, "O gospodaru svega živog", najmeditativniji je, melodični stihovi evociraju drevno pjevanje, ali često s dodatnim osjećajem introspekcije izraženim kroz kontinuirane disonantne harmonije. Drugi stavak je dramatičniji, "ova zbirka pjesama, gdje svaki stih je do vrha pun crne tuge" i nadovezuje se na uporni puls u basu i na kraju kulminira u vrhuncu od 17 dionica. Treći stavak je rezignirana molitva, 'Svima koji shvaćaju značenje ovih žalosnih riječi', a glazba ovdje kruži kroz ponavljanja figure kako bi stvorila učinak transa. Četvrti stavak, 'Dovršite ovo djelo koje sam započeo u nadi', vraća se na kontemplativno raspoloženje prvoga, ponovno postavljajući arhaično zvučeće napjeve na uske disonance, prije nego što se tenzija konačno opusti u eterični durski trozvuk na kraju cijelog koncerta.

### Glazbeni jezik
Usprkos blagom aludiranju na drevno armensko zborsko pjevanje (kao što su 'prazne' paralelne kvinte u početnoj frazi ili modus s povećanom sekundom i smanjenom oktavom u trećem stavku), Schnittke je odabrao jasan model koncerta za zbor iz osamnaestog stoljeća koji su pisali ruski skladatelji poput Dmitrija Bortnjanskog i Maksima Berezovskog, a koji su poslije imali snažan utjecaj na liturgijsku glazbu velikih ruskih skladatelja kao što su Čajkovski i Rahmanjinov.
Glazbeni jezik djela temelji se na tradicionalnoj harmoniji i poznatim melodijskim formulama ruske pravoslavne glazbe iz prošlosti. Prisutno je postepeno formiranje dijatonskih klastera, kao u drugom stihu prvog stavka ('bescenjmi darami nas darjašči'), sučeljavanje trozvuka s zajedničkom tercom kao što su trozvuci Cis-mol i C-dur, enharmonijsko izmjenjivanje durskih i molskih trozvuka kao što su D-mol i Es-dur, opsežna uporaba imitacija ili kanona kao npr. u drugom i trećem stavku, korištenje kromatskih ljestvica u melodiji, pa čak i kromatskih pokretnih klastera u harmoniji, korištenje širokih intervalnih skokova (septime, oktave ili none) za izražavanje nekih velikih i važnih ideja kao što je 'teret neiskupljenih grijeha' u trećem stavku.